# Marco Polo (série télévisée, 1982)
Pour les articles homonymes, voir Marco Polo (homonymie).
Marco Polo est une mini-série italienne en huit épisodes totalisant 480 minutes réalisée par Giuliano Montaldo, diffusée aux États-Unis du 16 au 19 mai 1982 sur le réseau NBC et en Italie du 5 décembre 1982 au 23 janvier 1983 sur Rai 1.
En France, elle a été diffusée à partir du 15 décembre 1983 sur Antenne 2, et au Québec à partir du 1er février 1985 à la Télévision de Radio-Canada.

## Synopsis
Parcours du célèbre explorateur vénitien, auteur du Livre des merveilles, discrédité de son vivant.

## Distribution
- Kenneth Marshall (VF : Hervé Bellon) : Marco Polo
- James Hong : Phags-pa
- Ying Ruocheng (en) (VF : Georges Aminel) : Kublai Khan
- F. Murray Abraham (VF : Serge Lhorca) : Jacopo
- Leonard Nimoy (VF : Francis Lax) : Achmet
- Burt Lancaster : Le Pape Grégoire XII
- Anne Bancroft : la mère de Marco Polo
- Denholm Elliott (VF : Marc Cassot) : Niccolò Polo
- Tony Vogel (en) : Matteo Polo
- John Gielgud : Lorenzo Tiepolo, le Doge de Venise
- Mario Adorf (VF : Roger Carel) : Giovanni
- Bruno Corazzari : Agostino
- Tony Lo Bianco : Nicola Polo
- John Houseman : Patriarca di Aquileia
- Sada Thompson : Zia Flora
- David Warner (VF : Dominique Paturel) : Rustichello da Pisa
- Ian McShane (VF : Sady Rebbot) : Ali Ben Yussouf
- Kathryn Dowling : Monica
- Hal Buckley : Fratello Guglielmo
- Riccardo Cucciolla : Zio Zane
- John Dicks (en) : Fratello Filippo
- Marilù Tolo : Fiammetta
- Georgia Slowe (en) : Caterina
- Bruno Zanin : Giulio
- Alexander Picolo : Marco Polo bambino
- Beulah Quo (en) : Imperatrice Chabi
- Claudia Kim : Khutulun
- Junichi Ishida : Principe Chinkin
- Soon-Tek Oh : Yang Zhu
- Renato Scarpa : Fratello Tommaso
- Vernon Dobtcheff : Pietro D'Abano
- Rossella Como : Donna Laura
- Gordon Mitchell : Arnolfo
- Gino Santercole : Giuseppe
- Jesse Dizon : Monaco Tibetano
- Patrick Mower (en) : Fratello Damiano
- Massimo Ghini : Marco Polo jeune
- Sergio Fiorentini : Niccolò Polo jeune
- Anna Miserocchi (it) : mère de Marco jeune
- Corrado Gaipa : Sénateur